# Green Light (canção de Beyoncé)
"Green Light" é uma canção gravada pela cantora norte-americana Beyoncé, para seu segundo álbum de estúdio B'Day. Foi lançada como single no Reino Unido no dia 30 de Julho de 2007, pela gravadora Columbia Records. É uma canção de R&B-funk com letras que detalham uma separação, em que a protagonista feminina dá para seu amado a permissão para sair. A música foi escrita na tonalidade de lá menor, contendo amostras de "uh-oh-oh-oh-oh", vocais que foram considerados pelos críticos semelhantes com o do single de 2003, "Crazy in Love".
Os críticos de música elogiaram o ritmo, linha do baixo, groove e o tom de raiva usado pela cantora na canção. O single teve um desempenho moderado na paradas musicais, alcançando o número 10 na Bélgica e número 12 na UK Singles Chart. O remix Freemasons atingiu o número 18 na Dutch Top 40. O videoclipe da música foi dirigido por Melina Matsoukas e co-dirigido por Beyoncé. Foi inspirado no clipe da canção "Addicted to Love" de Robert Palmer, e conta com a participação da banda feminina da cantora, a Suga Mama. Foi incluída na lista de canções da turnê mundial de 2007, The Beyoncé Experience.

## Antecedentes e lançamento
Após as filmagens do filme Dreamgirls, Beyoncé iniciou durante suas férias as gravações de seu segundo álbum de estúdio, B'Day. As gravações tiveram uma duração de duas semanas, a cantora foi inspirada por seu papel no filme e estava "cheia de emoções, ideias e coisas guardadas". A composição da música foi desenvolvida no Sony Music Studios em Nova Iorque, por Beyoncé, Pharrell Williams e Sean Garrett que já trabalhou no single "Check on It" e com o grupo Destiny's Child. A faixa foi gravada por Jim Caruana e mixada por Jason Goldstein, a co-podução foi realizada pela cantora e pelos produtores The Neptunes, junto com a música "Kitty Kat", no mesmo estúdio.
Em Junho de 2006, a cantora convidou Tamara Coniff (da Billboard) para um estúdio de gravação em Nova Iorque. No estúdio, Tamara teve acesso a várias canções do álbum, incluindo "Ring the Alarm" e "Freakum Dress", ambas as canções foram cogitadas como possível segundo single a ser lançado apenas nos Estados Unidos. Também foi confirmado pela cantora que após o lançamento da música "Déjà Vu", as canções "Green Light" e "Get Me Bodied" foram planejadas para serem lançadas como os dois próximos singles internacionais e como o terceiro single do álbum B'Day nos Estados Unidos. Porém, optou por "Ring the Alarm" como o segunda canção a ser lançada no país, enquanto "Irreplaceable" foi oficialmente lançada como o segundo single internacional do álbum e posteriormente como terceiro nos Estados Unidos. A música foi lançada no Reino Unido dia 30 de Julho de 2007. Junto com seu lançamento, um EP digital com os remixes feito pela banda Freemasons, foi disponibilizado para download digital em 27 de Julho de 2007.

## Composição
"Green Light" é uma canção de R&B-funk realizada com o andamento musical vivace. De acordo com a partitura publicada no Musicnotes.com pela EMI Music Publishing, a música foi escrita na tonalidade de lá menor com um groove moderado de 132 batimentos por minuto. Os vocais na música vão desde a nota dó à fá. A canção foi construída em uma linha de baixo que apresenta a música mais orgânica, contendo vocais "uh-huh huh huh" que foram considerados por Peter Robinson do jornal The Guardian, semelhante com o da música "Crazy in Love".
Para alguns críticos, o desempenho da cantora na faixa é uma imitação de Amerie na música "1 Thing". É cantada em um tom bastante agressivo, a canção apresenta percussão latina e uma amostra de trompa e soul. Para Jon Pareles do The New York Times, a faixa é sobre uma separação em que o protagonista feminina dá a seu amado a permissão para sair. Isso é mostrado na música como "Go! Go!". Jaime Gill do Yahoo! Music comentou que a canção parece ser minimalista antes de um crescente refrão.

## Recepção da crítica
As críticas feitas sobre a faixa foram positivas. Eb Haynes do AllHipHop cita a canção como um "clássico Pharrell-Neptunes groove". Andy Kellman do Allmusic descreveu a faixa como "um ambicioso número que constantemente muda tempos e sons". Spence D. do IGN music afirmou, "Green Light traz as coisas de volta para o falso mundanismo, com a batida um pouco mais orgânica soando Neptunes". Ele sentiu que a "ondulação da linha de baixo soa realmente familiar, como tem sido usado anteriormente em outras faixas produzidas por Neptunes". Jaime Gill do Yahoo! Music disse que a música é "a melhor coisa feita por Pharrell em um longo, longo tempo." Roger Friedman do Fox News Channel considerou a canção como sua segunda opção de música com um grande potencial para se tornar um enorme sucesso depois de "Irreplaceable".

## Videoclipe
O videoclipe de "Green Light" foi dirigido por Melina Matsoukas e co-dirigido por Beyoncé. Foi filmado no início de 2007 junto com mais oito clipes inéditos no período de duas semanas para o álbum B'Day Anthology Video Album, sendo o terceiro vídeo gravado durante as sessões de gravação. O clipe foi inspirado principalmente pelo vídeo da música "Addicted to Love" de Robert Palmer, com suas modelos fingindo tocar guitarra. A cantora considerou seu vídeo uma versão moderna do clipe, pois na versão de Robert eles usavam os instrumentos como adereços, na sua versão ela fingiu ser uma estrela do rock. Segundo ela, as cenas do clipe fazem lembrar do trio Vanity 6. Um pequeno clipe da música "Kitty Kat" é mostrado antes do videoclipe de "Green Light". 
Beyoncé considerou esse o clipe mais difícil para filmar. Além de vestir roupas de látex de borracha, ela e suas dançarinas tiveram que usar ballet de salto alto. A cantora teve bolhas em seus pés e espasmos musculares por usar o salto alto durante a sessão de gravação que durou 18 horas. Sua banda feminina, Suga Mama, fez a segunda aparição em um clipe após a sua performance de estreia no vídeo da música "Irreplaceable".

## Performances ao vivo

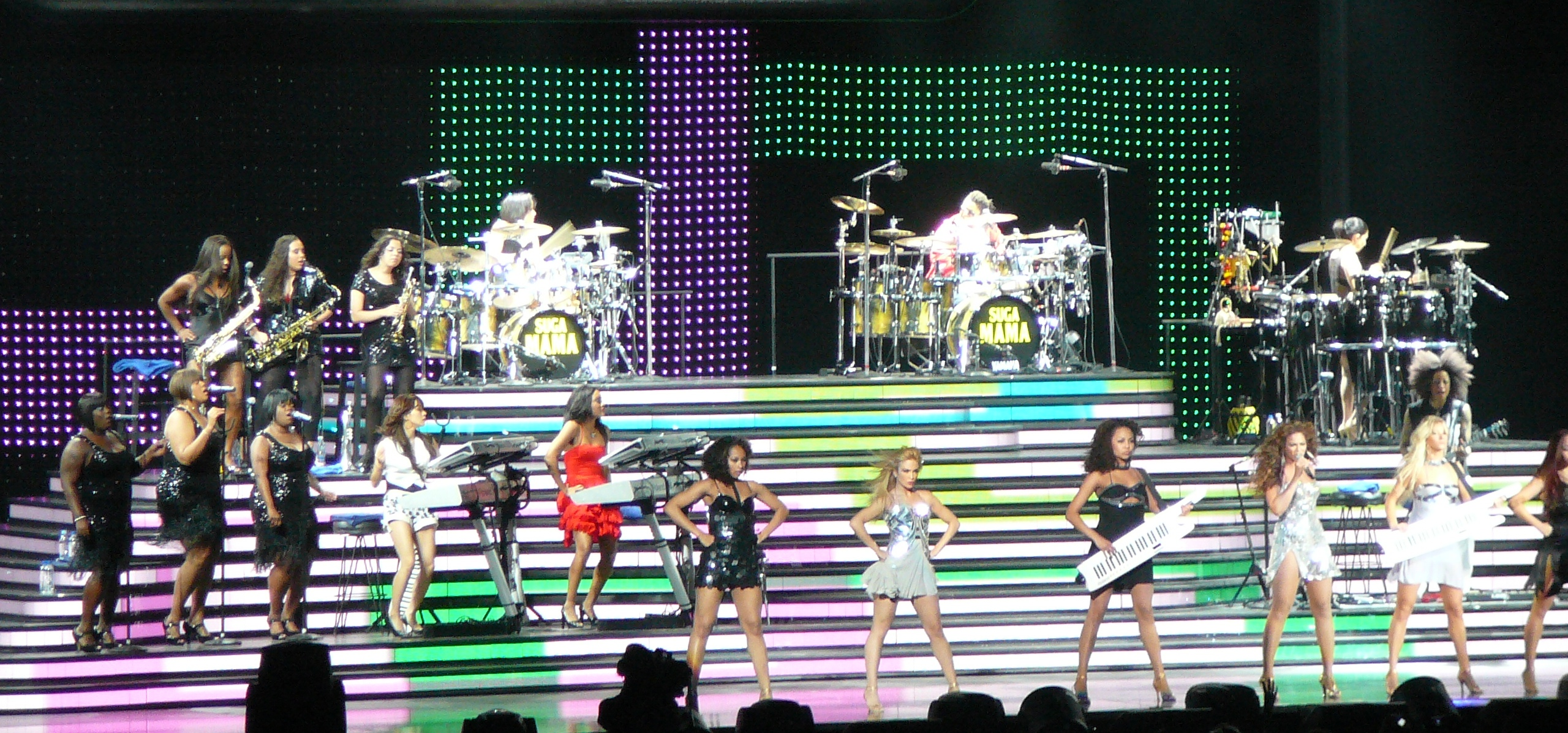
Beyoncé em uma performance da canção acompanhada de suas dançarinas e sua banda feminina, Suga Mama, em um concerto da turnê mundial The Beyoncé Experience, em Maio de 2007, na Suécia.

No dia 6 de Setembro de 2006, a cantora promoveu o álbum B'Day com uma performance da faixa no Good Morning America. No dia 2 de Abril de 2007 ela fez uma apresentação no Today Show, para promover a edição deluxe de seu álbum, que foi lançado no dia seguinte. Ela cantou as músicas "Irreplaceable (Spanglish Version)" e "Green Light". A música foi adicionada na lista de canções da turnê mundial The Beyoncé Experience e no álbum ao vivo The Beyoncé Experience Live.
No dia 5 de Agosto de 2007, ela realizou no Madison Square Garden, em Manhattan, um concerto da sua turnê mundial. A cantora foi acompanhada por seis dançarinas na sua performance da canção. De acordo com Shaheem Reid do MTV News, todas as mulheres se moviam com a mesma precisão de uma força de ataque do Navy SEALs, matando a multidão com sua dança sincronizada. Jon Pareles do The New York Times, elogiou o desempenho, afirmando: "Beyoncé não precisa de distrações do seu canto, que pode ser delicado ou rude, triste ou vicioso, fogo rápido com sílabas staccato ou sustentado em melismas".

## Faixas e formatos
| Download digital |                                  |         |  |
| N.º              | Título                           | Duração |  |
| 1.               | "Green Light"                    | 3:29    |  |
| 2.               | "Green Light" (Freemasons Remix) | 3:19    |  |

| Green Light Freemasons - EP |                                                        |         |  |
| N.º                         | Título                                                 | Duração |  |
| 1.                          | "Green Light" (Freemasons Remix)                       | 3:19    |  |
| 2.                          | "Beautiful Liar" (Freemasons Club Remix) (com Shakira) | 7:31    |  |
| 3.                          | "Deja Vu" (Freemasons Radio Mix) (com Jay-Z)           | 3:15    |  |
| 4.                          | "Ring the Alarm" (Freemasons Club Mix Radio Edit)      | 3:26    |  |

## Créditos
Os créditos foram retirados do encarte do álbum B'Day.
| - Andrew Coleman – assistente de gravação - Jim Caruana – gravação - Sean Garrett – compositor - Jason Goldstein – mixagem - Rob Kinelski – assistente de gravação | - Beyoncé Knowles – compositor, produção - The Neptunes – produção - Steve Tolle – assistente de mixagem - Pharrell Williams – compositor |

## Desempenho

### Performance nas tabelas musicais
A canção estreou no UK Singles Chart no número 78, dois dias antes do seu lançamento oficial no dia 30 de Julho de 2007. A música atingiu a posição de número 12, no dia 28 de Agosto de 2007, se tornando a nona canção de Beyoncé a entrar no top 20 do Reino Unido. Permanecendo na parada musical britânica por nove semanas consecutivas. Na Irlanda o single estreou no número 49, no dia 23 de Agosto de 2007, permanecendo no gráfico apenas uma semana. Nos Países Baixos a música na versão do álbum atingiu a posição de número 20. A versão remix Freemasons estreou no número 30, em 8 de Setembro de 2007. A melhor posição alcançada pela versão remix foi a de número 18, no dia 29 de Setembro de 2007, se mantendo na parada musical holandesa por seis semanas consecutivas.
| Tabelas musicais (2007)          | Melhor posição |
| -------------------------------- | -------------- |
| Bélgica - Ultratop 50 (Flandres) | 10             |
| Europa - European Hot 100        | 59             |
| Irlanda - Irish Singles Chart    | 46             |
| Países Baixos - Dutch Top 40     | 20             |
| Reino Unido - UK Singles Chart   | 12             |

| Tabelas musicais (2007)      | Melhor posição |
| ---------------------------- | -------------- |
| Países Baixos - Dutch Top 40 | 18             |

| Tabelas musicais (2007)        | Posição |
| ------------------------------ | ------- |
| Reino Unido - UK Singles Chart | 193     |